# Maja Söderström

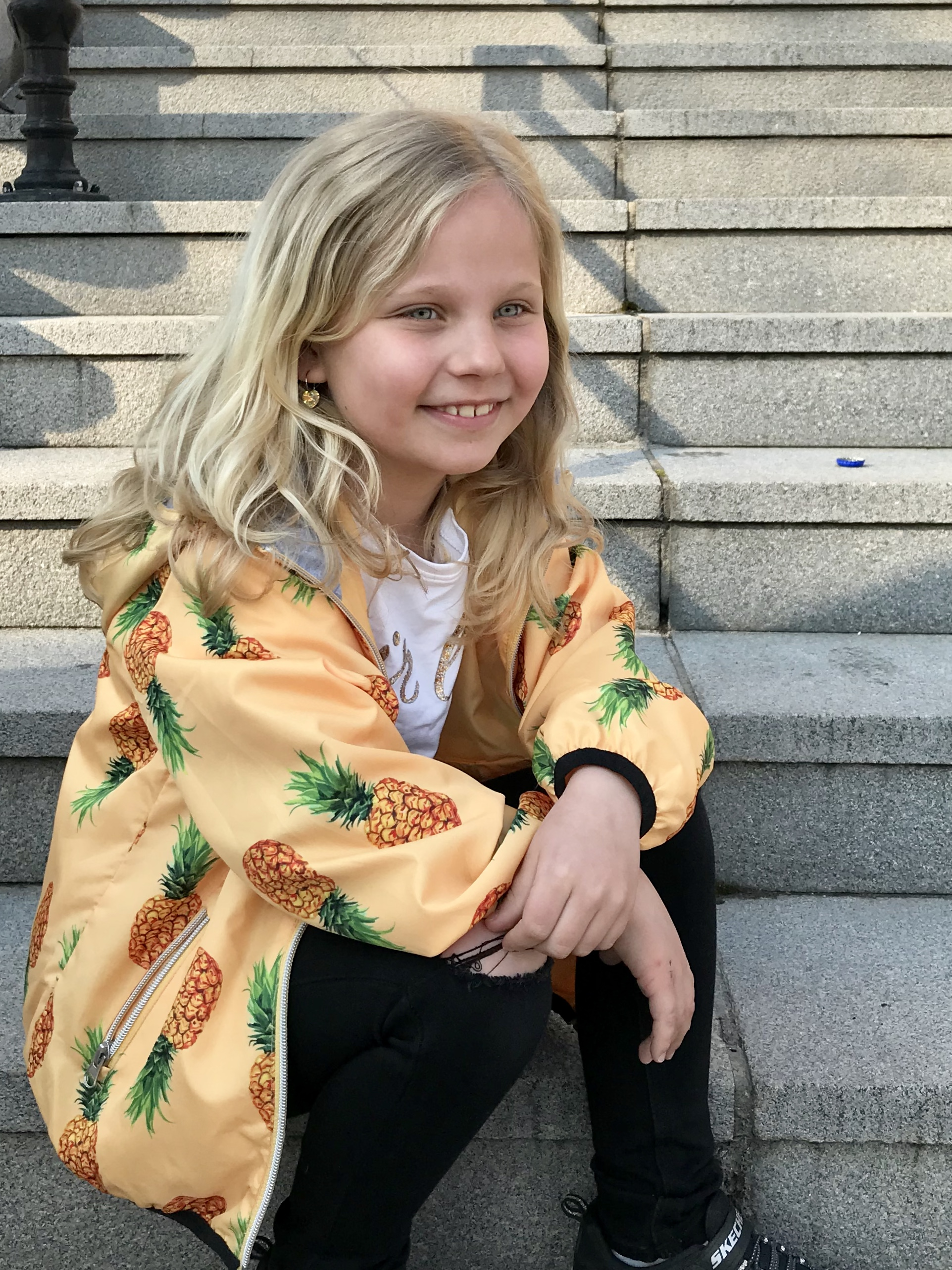
Maja Söderström, 2019

Maja Söderström (* 27. September 2011 in Schweden) ist eine schwedische Kinderdarstellerin.

## Leben und Karriere
Maja Söderström wurde am 27. September 2011 in Schweden geboren. Ihr Debüt gab sie 2018 in der Fernsehserie Storm på Lugna gatan. Söderström nahm auch an der UNICEF-Gala teil, die am 1. Mai 2019 auf TV4 ausgestrahlt wurde. Anschließend spielte sie 2020 in dem Film Breaking Surface – Tödliche Tiefe die Tochter der Hauptdarstellerin. Von 2020 bis 2021 war Söderström in der Serie Sjölyckan zu sehen. 2021 bekam sie in Agatha Christies Hjerson die Hauptrolle. Außerdem trat Söderström 2022 in Spookys auf.

## Filmografie
Filme
- 2020: Breaking Surface – Tödliche Tiefe (Breaking Surface)
- 2022: Beck: 58 minuter

Serien
- 2018: Storm på Lugna gatan
- 2020: Helt perfekt
- 2020–2021: Sjölyckan
- 2021: Agatha Christies Hjerson
- 2022: Spookys